# 王振鹏
王振鵬（生卒年不詳），字朋梅，浙江温州人。元代著名的畫家，擅長人物畫和宫廷界畫，被元仁宗赐號為「弧雲處士」，官至漕運千户。

## 传世作品
- 《龍舟图》，藏於台北國立故宮博物院
- 《伯牙鼓琴圖》
- 《阿房宫图》
- 《金明池图》
- 《江山胜览图》
- 《眾仙玉臺宴聚圖》